# Request Cycle
Der Request Cycle ist ein Zyklus, der in einer dynamischen Webseite oder Webanwendung mit Server Side Scripting abläuft.
Auslöser für diesen Zyklus kann zum Beispiel sein, dass der Benutzer in seinem Webbrowser einen Hyperlink klickt. Dann wird von seinem Browser ein HTTP-Request generiert und zum Server der Webanwendung geschickt. Im HTTP-Request überträgt eine URL optional weitere Daten, mit deren Hilfe die Webanwendung entscheiden kann, welcher Code auszuführen ist. Anschließend wird der anwendungsspezifische Code der Webanwendung ausgeführt und als Ergebnis zum Beispiel eine HTML-Seite generiert. Diese wird im Anschluss im Browser des Benutzers dargestellt und der Zyklus kann erneut beginnen.
Der Request Cycle:
1. Der Client sendet einen HTTP-Request an die Webanwendung
2. Webanwendung verarbeitet die Anforderung und generiert neue Daten als Antwort
3. Webanwendung versendet die Daten mit einer HTTP-Response
4. Darstellung der Daten im Client (meist ein Browser)